# たじまケーブルテレビジョン
たじまケーブルテレビジョンは、株式会社阿部電機（あべでんき）が福島県南会津郡南会津町で展開しているケーブルテレビ事業。県内では唯一の民間による有線テレビ（ケーブルテレビ）放送である。
2008年12月中旬、地上デジタル放送への対応を開始した。

## サービスエリア
- 福島県南会津郡南会津町（中心部[1]）

## 主な放送チャンネル
| デジタル | 放送局                 |
| -------- | ---------------------- |
| 1        | NHK総合テレビ          |
| 2        | NHK教育テレビ          |
| 4        | 福島中央テレビ         |
| 5        | 福島放送               |
| 6        | テレビユー福島         |
| 8        | 福島テレビ             |
| 11       | コミュニティチャンネル |